# Indy Lights 1992
De 1992 Firestone Indy Lights Kampioenschap was het zevende kampioenschap van de Indy Lights.

## Teams en Rijders
De teams reden met een March 86A-chassis en een 3.5 L Buick V6-motor.
| Team                      | Nr | Rijder            | Sponsor(s)                                        | Opmerkingen                                                                                       |
| ------------------------- | -- | ----------------- | ------------------------------------------------- | ------------------------------------------------------------------------------------------------- |
| Landford Racing           | 1  | Bryan Herta       | Liz Stuart Designs / STP / Milkhouse Cheese       |                                                                                                   |
| Landford Racing           | 2  | Marco Greco       | International E.E.L. / STP                        | Reed niet in Vancouver en Laguna Seca                                                             |
| Landford Racing           | 3  | Franck Fréon      | Aldus Software / STP                              |                                                                                                   |
| Landford Racing           | 11 | Scott Wood        | Kansas Oil & Gas                                  | Reed in Portland, Toronto en Cleveland                                                            |
| Landford Racing           | ?  | Scott Maxwell     | Kansas Oil & Gas                                  | Reed alleen in Vancouver                                                                          |
| Landford Racing           | ?  | Phillipe Favre    | STP                                               | Reed in Mid-Ohio, Pennsylvania en Laguna Seca                                                     |
| Landford Racing           | ?  | Mario Domínguez   | STP                                               | Reed alleen in Laguna Seca                                                                        |
| Leading Edge Motorsports  | 4  | Robbie Buhl       | Racing For Kids                                   |                                                                                                   |
| Leading Edge Motorsports  | 6  | Bruce Feldman     | Lubrifilm                                         | Reed de eerste drie races                                                                         |
| Leading Edge Motorsports  | ?  | Bruce Feldman     |                                                   | Reed alleen in New Hampshire                                                                      |
| Leading Edge Motorsports  | 8  | Kat Teasdale      | Midas / McDonald's / TSN                          | Reed in Toronto en Vancouver                                                                      |
| Leading Edge Motorsports  | 33 | Rupert Keegan     | Newport Blue                                      | Reed de eerste twee races                                                                         |
| Leading Edge Motorsports  | ?  | Eddie Lawson      |                                                   | Reed alleen de laatste race                                                                       |
| Leading Edge Motorsports  | ?  | Mark Ritchey      |                                                   | Reed alleen de laatste race                                                                       |
| Groff Motorsports         | 5  | Robbie Groff      | Northwest Excavating / Bolle / General Car Rental | Reed niet in Cleveland                                                                            |
| Evergreen Racing          | 7  | Mark Smith        | Evergreen Aviation                                |                                                                                                   |
| Fastrak Racing            | 8  | Herve Regout      |                                                   | Reed alleen in Detroit                                                                            |
| P.I.G. Racing             | 12 | Scott Wood        | Kansas Oil & Gas                                  | Reed alleen de eerste twee races                                                                  |
| P.I.G. Racing             | 12 | George Sutcliffe  | Ritz Crckers / Seifert                            | Reed in Detroit, Portland, Milwaukee, New Hampshire, Toronto, Cleveland, Vancouver en Laguna Seca |
| P.I.G. Racing             | 12 | Calvin Fish       | Falanga                                           | Reed alleen in Mid-Ohio                                                                           |
| P.I.G. Racing             | 31 | Tommy Byrne       | Say No To Drugs                                   | Reed de eerste vijf races                                                                         |
| P.I.G. Racing             | 47 | Bob Reid          | Ingersoll-Rand                                    | Reed in Detroit, Toronto, Cleveland en Mid-Ohio                                                   |
| P.I.G. Racing             | 69 | Vince Neil        | Say No To Drugs                                   | Reed in Phoenix, Long Beach, Portland en Milwaukee                                                |
| P.I.G. Racing             | ?  | Jeff Ward         | Say No To Drugs                                   | Reed alleen in Laguna Seca                                                                        |
| P.I.G. Racing             | ?  | Billy Roe         | Concrete Pipe                                     | Reed alleen in New Hampshire                                                                      |
| John Martin Racing        | 14 | Adrián Fernández  | Amway of Mexico                                   |                                                                                                   |
| Regency Racing            | 15 | Dave Kudrave      | Partition Specialties / National Car Rental       |                                                                                                   |
| Bradley Motorsports       | 26 | Mike Snow         | Coca-Cola                                         | Reed in Phoenix, Portland, Cleveland, Vancouver, Mid-Ohio en Laguna Seca                          |
| Bradley Motorsports       | 27 | Fredrik Ekblom    | Bradley Food Marts                                | Reed in Mid-Ohio en Laguna Seca                                                                   |
| Bradley Motorsports       | ?  | John Brumder      | Bradley Food Marts                                | Reed alleen in Cleveland                                                                          |
| Cameron-McGee Motorsports | 32 | Bob Dorricott jr  | Sunnyvale Valve & Fitting                         | Reed in Phoenix, Long Beach, Portland, Vancouver en Laguna Seca                                   |
| 3-D Motorsports           | 55 | Rick Hill         | Club Med / American Express                       | Reed alleen in Long Beach                                                                         |
| Miller Racing Team        | 61 | Mark Ritchey      | Miller Medical Systems / Midas                    | Reed in Long Beach, Detroit, Portland, Milwaukee, Toronto, Cleveland, Vancouver en Mid-Ohio       |
| Miller Racing Team        | ?  | Jack Miller       | Miller Medical Systems                            | Reed in Cleveland en Mid-Ohio                                                                     |
| McNeill Motorsports       | 88 | Alex Padilla      | McNeil Race Cars                                  | Reed alleen in Portland                                                                           |
| McNeill Motorsports       | 89 | Sandy Brody       | Zerex / Ruan                                      |                                                                                                   |
| McNeill Motorsports       | ?  | Elton Julian      | B.U.M. Equipment                                  | Reed alleen in Vancouver                                                                          |
| McNeill Motorsports       | ?  | Robert Amren      | McNeil Race Cars                                  | Reed alleen in Laguna Seca                                                                        |
| McMormack Racing          | ?  | Billy Roe         | Cam-Net / Hawaiian Tropic                         | Reed alleen in Pennsylvania                                                                       |
| TranAtlantic Racing       | ?  | Scott Schubot     | Sunnyvale Valve                                   | Reed in Mid-Ohio en Laguna Seca                                                                   |
| TranAtlantic Racing       | ?  | Enrique Contreras |                                                   | Reed alleen in Mid-Ohio                                                                           |

## Races
| Race | Datum        | Circuit                        | Locatie        |
| ---- | ------------ | ------------------------------ | -------------- |
| 1    | 5 April      | Phoenix International Raceway  | Phoenix, AZ    |
| 2    | 12 April     | Long Beach street circuit      | Long Beach, CA |
| 3    | 7 Juni       | Belle Isle Raceway             | Detroit, MI    |
| 4    | 21 Juni      | Portland International Raceway | Portland, OR   |
| 5    | 28 Juni      | Milwaukee Mile                 | West Allis, WI |
| 6    | 5 Juli       | New Hampshire Motor Speedway   | Loudon, NH     |
| 7    | 19 Juli      | Exhibition Place               | Toronto, ON    |
| 8    | 9 Augustus   | Grand Prix of Cleveland        | Cleveland, OH  |
| 9    | 30 Augustus  | Molson Indy Vancouver          | Vancouver, BC  |
| 10   | 13 September | Mid-Ohio Sports Car Course     | Lexington, OH  |
| 11   | 4 Oktober    | Nazareth Speedway              | Nazareth, PE   |
| 12   | 18 Oktober   | Laguna Seca Raceway            | Monterey, CA   |

## Race resultaten
| Race | Race naam    | Pole positie     | Snelste ronde    | Meeste ronden aan de leiding | Winnende rijder  | Winnende team            |
| ---- | ------------ | ---------------- | ---------------- | ---------------------------- | ---------------- | ------------------------ |
| 1    | Phoenix      | Franck Fréon     | Adrián Fernández | Adrián Fernández             | Adrián Fernández | John Martin Racing       |
| 2    | Long Beach   | Franck Fréon     | Franck Fréon     | Franck Fréon                 | Franck Fréon     | Landford Racing          |
| 3    | Belle Isle   | Adrián Fernández | ?                | Adrián Fernández             | Adrián Fernández | John Martin Racing       |
| 4    | Portland     | Franck Fréon     | Franck Fréon     | Franck Fréon                 | Franck Fréon     | Landford Racing          |
| 5    | Milwaukee    | Adrián Fernández | ?                | Adrián Fernández             | Adrián Fernández | John Martin Racing       |
| 6    | Loudon       | Adrián Fernández | ?                | Adrián Fernández             | Adrián Fernández | John Martin Racing       |
| 7    | Toronto      | Mark Smith       | ?                | Robbie Buhl                  | Bryan Herta      | Landford Racing          |
| 8    | Cleveland    | Robbie Buhl      | ?                | Franck Fréon                 | Franck Fréon     | Landford Racing          |
| 9    | Vancouver    | Robbie Buhl      | ?                | Robbie Buhl                  | Mark Smith       | Evergreen Racing         |
| 10   | Ohio         | Franck Fréon     | Robbie Groff     | Franck Fréon                 | Robbie Groff     | Groff Motorsports        |
| 11   | Pennsylvania | Robbie Buhl      | ?                | Robbie Buhl                  | Robbie Buhl      | Leading Edge Motorsports |
| 12   | Monterey     | Robbie Groff     | ?                | Robbie Groff                 | Robbie Groff     | Groff Motorsports        |

## Uitslagen
| Pos | Rijder            | PHX | LBH | DET | POR | MIL | NHA | TOR | CLE | VAN | MDO | NAZ | LS | Punten |
| --- | ----------------- | --- | --- | --- | --- | --- | --- | --- | --- | --- | --- | --- | -- | ------ |
| 1   | Robbie Buhl       | 3   | 3   | 2   | 2   | 3   | 3   | 2*  | 3   | 2*  | 3   | 1*  | 4  | 186    |
| 2   | Franck Fréon      | 11  | 1*  | 5   | 1*  | 4   | 2   | 12  | 1*  | 4*  | 6   | 2   | 3  | 159    |
| 3   | Adrián Fernández  | 1*  | 12  | 1*  | 6   | 1*  | 1*  | 6   | 10  | 9   | 5   | 10  | 5  | 134    |
| 4   | Robbie Groff      | 2   | 2   | 15  | 4   | 2   | 12  | 5   |     | 10  | 1   | 4   | 1* | 128    |
| 5   | Bryan Herta       | 16  | 13  | 7   | 7   | 6   | 4   | 1   | 2   | 5   | 4   | 3   | 2  | 120    |
| 6   | Sandy Brody       | 8   | 5   | 8   | 5   | 9   | 7   | 4   | 5   | 3   | 8   | 9   | 14 | 85     |
| 7   | Marco Greco       | 4   | 4   | 6   | 17  | 8   | 6   | 3   | 9   |     | 10  | 6   |    | 74     |
| 7   | Mark Smith        | 7   | 11  | 3   | 14  | 5   | 11  | 10  | 14  | 1   | 7   | 5   | 20 | 74     |
| 9   | Dave Kudrave      | 6   | 15  | 9   | 9   | 7   | 5   | 7   | 13  | 7   | 18  | 8   | 16 | 44     |
| 10  | Tommy Byrne       | 5   | 6   | 4   | 3   | 13  |     |     |     |     |     |     |    | 44     |
| 11  | Fredrik Ekblom    |     |     |     |     |     |     |     |     |     | 2   |     | 6  | 24     |
| 12  | George Sutcliffe  |     |     | 11  | 15  | 11  | 9   | 9   | 8   | 13  |     |     | 13 | 17     |
| 13  | Mark Ritchey      |     | 9   | 13  | 13  | 12  |     | 8   | 12  | 12  | 9   |     | 19 | 16     |
| 13  | Mike Snow         | 15  |     |     | 11  |     |     |     | 4   | 11  | 15  |     | 15 | 16     |
| 15  | Bob Dorricott jr. | 10  | 8   |     | 10  |     |     |     |     | 15  |     |     | 12 | 12     |
| 15  | Bruce Feldman     | 9   | 16  | 10  |     |     | 8   |     |     |     |     |     |    | 12     |
| 17  | Philip Favre      |     |     |     |     |     |     |     |     |     | 16  | 7   | 8  | 11     |
| 17  | Bob Reid          |     |     | 12  |     |     |     | 13  | 6   |     | 11  |     |    | 11     |
| 19  | Elton Julian      |     |     |     |     |     |     |     |     | 6   |     |     |    | 8      |
| 19  | Rick Hill         |     | 7   |     |     |     |     |     |     |     |     |     | 11 | 8      |
| 21  | John Brumder      |     |     |     |     |     |     |     | 7   |     |     |     |    | 6      |
| 21  | Jeff Ward         |     |     |     |     |     |     |     |     |     |     |     | 7  | 6      |
| 23  | Scott Maxwell     |     |     |     |     |     |     |     |     | 8   |     |     |    | 5      |
| 23  | Vince Neil        | 12  | 17  |     | 12  | 10  |     |     |     |     |     |     |    | 5      |
| 23  | Alex Padilla      |     |     |     | 8   |     |     |     |     |     |     |     |    | 5      |
| 23  | Billy Roe         |     |     |     |     |     | 10  |     |     |     |     | 11  |    | 5      |
| 23  | Scott Wood        | 14  | 10  |     | 16  |     |     | 11  | DNS |     |     |     |    | 5      |
| 28  | Scott Schubot     |     |     |     |     |     |     |     |     |     | 12  |     | 10 | 4      |
| 28  | Robert Amren      |     |     |     |     |     |     |     |     |     |     |     | 9  | 4      |
| 30  | Jack Miller       |     |     |     |     |     |     |     | 11  |     | 13  |     |    | 2      |
| 31  | Enrique Contreras |     |     |     |     |     |     |     |     | 17  |     |     |    | 0      |
| 31  | Mario Domínguez   |     |     |     |     |     |     |     |     |     |     |     | 17 | 0      |
| 31  | Calvin Fish       |     |     |     |     |     |     |     |     |     | 14  |     |    | 0      |
| 31  | Rupert Keegan     | 13  | 14  |     |     |     |     |     |     |     |     |     |    | 0      |
| 31  | Eddie Lawson      |     |     |     |     |     |     |     |     |     |     |     | 18 | 0      |
| 31  | Herve Regout      |     |     | 14  |     |     |     |     |     |     |     |     |    | 0      |
| 31  | Kat Teasdale      |     |     |     |     |     |     | 14  |     | 14  |     |     |    | 0      |
| Pos | Rijder            | PHX | LBH | DET | POR | MIL | NHA | TOR | CLE | VAN | MDO | NAZ | LS | Punten |

| Kleur       | Resultaat                       |
| ----------- | ------------------------------- |
| Goud        | Winnaar                         |
| Zilver      | 2de plaats                      |
| Brons       | 3de plaats                      |
| Groen       | 4de en 5de plaats               |
| Lichtblauw  | 6de–10de plaats                 |
| Donkerblauw | Gefinisht (buiten de Top 10)    |
| Paars       | Niet gefinisht                  |
| Rood        | Niet gekwalificeerd (DNQ)       |
| Bruin       | Teruggetrokken (Wth)            |
| Zwart       | Gediskwalificeerd (DSQ)         |
| Wit         | Niet Gestart (DNS)              |
| Blank       | Nam geen deel aan de race (DNP) |
| Blank       | Niet geracet                    |

| Toegevoegde info    |                                                      |
| vet                 | Pole positie (1 punt)                                |
| cursief             | Snelste ronde                                        |
| *                   | Meeste ronden aan de leiding (2 punten)              |
| 1                   | Kwalificatie geannuleerd geen bonuspunten uitgedeeld |
| Rookie van het Jaar |                                                      |
| Rookie              |                                                      |

| Kleur       | Resultaat                       |
| ----------- | ------------------------------- |
| Goud        | Winnaar                         |
| Zilver      | 2de plaats                      |
| Brons       | 3de plaats                      |
| Groen       | 4de en 5de plaats               |
| Lichtblauw  | 6de–10de plaats                 |
| Donkerblauw | Gefinisht (buiten de Top 10)    |
| Paars       | Niet gefinisht                  |
| Rood        | Niet gekwalificeerd (DNQ)       |
| Bruin       | Teruggetrokken (Wth)            |
| Zwart       | Gediskwalificeerd (DSQ)         |
| Wit         | Niet Gestart (DNS)              |
| Blank       | Nam geen deel aan de race (DNP) |
| Blank       | Niet geracet                    |

| Toegevoegde info    |                                                      |
| vet                 | Pole positie (1 punt)                                |
| cursief             | Snelste ronde                                        |
| *                   | Meeste ronden aan de leiding (2 punten)              |
| 1                   | Kwalificatie geannuleerd geen bonuspunten uitgedeeld |
| Rookie van het Jaar |                                                      |
| Rookie              |                                                      |

| Positie | 1  | 2  | 3  | 4  | 5  | 6 | 7 | 8 | 9 | 10 | 11 | 12 |
| ------- | -- | -- | -- | -- | -- | - | - | - | - | -- | -- | -- |
| Punten  | 20 | 16 | 14 | 12 | 10 | 8 | 6 | 5 | 4 | 3  | 2  | 1  |

1986 ·
1987 ·
1988 ·
1989 ·
1990 ·
1991 ·
1992 ·
1993 ·
1994 ·
1995 ·
1996 ·
1997 · 
1998 ·
1999 ·
2000 ·
2001 ·
2002 ·
2003 ·
2004 ·
2005 ·
2006 ·
2007 ·
2008 ·
2009 ·
2010 ·
2011 ·
2012 ·
2013 ·
2014 ·
2015 ·
2016 ·
2017 ·
2018 ·
2019 ·
2020 ·
2021 ·
2022 ·
2023 ·
2024 ·
2025

Lijst van coureurs